# Fabiola Campomanes
Fabiola Campomanes Rojas (Cidade do México, 30 de julho de 1972) é uma atriz mexicana. Ela é mais conhecida na America Latina por interpretar Alicia Morais em Las Tontas no Van al Cielo, Jennifer Rodríguez em Mi corazón es tuyo, Esperanza Medina em Teresa, Bárbara Cuevas em El Juego de las Llaves e Itzel Paz em Guerra de ídolos.

## Biografia
Começou no Centro de Educação Artística de Televisa (CEA). Além disso, estudou direção de cinema e televisão na UCLA. Começou sua carreira na novela Los parientes pobres (1993) atuando ao lado de Lucero e Ernesto Laguardia. Depois disso sua carreira decolou atuando nas novelas: Prisionera de amor (1994), Retrato de familia (1995), Imperio de cristal (1995), María José (1995) e em Los hijos de nadie (1996).
Em 1998 faz sua primeira protagonista na novela Azul tequila continou em La calle de las novias (2000), Lo que callamos las mujeres (2001), Agua y aceite (2002), El país de las mujeres (2002) e Ladrón de corazones (2003) onde faz sua segunda protagonista.
Em 2005, Fabiola recebeu a proposta para posar nua para a revista Playboy, fora isso ela posou para a revista H Extremo. No ano seguinte voltou na novela Duelo de pasiones interpretando a vilã Thelma, e em 2008 interpreta mais uma vilã a vingativa Alice em Las tontas no van al cielo, atuando ao lado de Jacqueline Bracamontes, Jaime Camil, Valentino Lanus e Karla Álvarez. Em 2009 recebeu a proposta para estrelar a novela Niños ricos, pobres padres para a Rede Telemundo. Em 2010, retorna na novela Teresa, interpretando a inocente Esperanza.
Depois que terminou Teresa Fabiola interpretou as gemeas da novela Amorcito corazón. e em 2014 como protagonista na novela Mi corazón es tuyo dividindo creditos com Silvia Navarro com quem ja havia atuado antes em La calle de las novias também fez sua última novela na Televisa
Em 2016 ela muda para a TV Azteca emissora que a viu crescer como atriz.

## Vida pessoal
Durante as gravações da novela Azul tequila, Fabiola conheceu o ator Víctor González, namoraram durante muitos anos, depois teve um relacionamento com o ator Sergio Mayer, na época ele fazia o espetáculo Solo para Mujeres. Fabiola se casou em segredo com Rolly Paiva em 2010, e nesse fruto nasceu Sofia Anafara Camponanes, o casamento durou onze meses. Em 2012 iniciou um relacionamento com Álvaro Molina, com quem está noiva.

## Filmografia

### Televisão
| Ano           | Título                         | Papel                                                                                          |
| ------------- | ------------------------------ | ---------------------------------------------------------------------------------------------- |
| 2022-2023     | Cabo                           | Malena Sanchéz                                                                                 |
| 2022          | Diario de un gigoló            | Ana Miró Sanz de Lubos                                                                         |
| 2019-presente | El juego de las llaves         | Bárbara Cuevas                                                                                 |
| 2017          | Guerra de ídolos               | Itzel Paz de Zabala                                                                            |
| 2014-2015     | Mi corazón es tuyo             | Jennifer Rodrigues / Jennifer Rodrigues de Lascuráin / Jennifer Rodrigues de Gutierres "Jenny" |
| 2014          | Dos lunas                      | Karina Rangel                                                                                  |
| 2014          | Pole Glam                      | Lorenza                                                                                        |
| 2011-2012     | Amorcito corazón               | Manuela Ballesteros Tres Palacios / Sofia Ballesteros Tres Palacios de Lobo                    |
| 2011          | Correo de inocentes            | Australia                                                                                      |
| 2010–2011     | Los héroes del norte           | Ignacia "La Comadre"                                                                           |
| 2010-2011     | Teresa                         | Esperança Medina                                                                               |
| 2009-2010     | Hasta que el dinero nos separe | Lola Sansores                                                                                  |
| 2009          | Tiempo final                   | Tatiana                                                                                        |
| 2009          | Niños ricos, pobres padres     | Lucía Ríos                                                                                     |
| 2008          | Las tontas no van al cielo     | Alice Moraes Alcalde / Alice Moraes Alcalde de Molina-Lizárraga                                |
| 2006–2008     | WAX TV Ácida                   | Apresentadora                                                                                  |
| 2006          | Duelo de pasiones              | Thelma Castelo                                                                                 |
| 2005–2008     | Incógnito                      | Apresentadora                                                                                  |
| 2014          | La parodia                     | Convidada                                                                                      |
| 2002–2004     | Big Brother                    | Participante                                                                                   |
| 2003          | Ladrón de corazones            | Inés Santoscoy                                                                                 |
| 2002          | El país de las mujeres         | Renata                                                                                         |
| 2002          | Agua y aceite                  | Elena                                                                                          |
| 2001          | Lo que callamos las mujeres    | Ángeles                                                                                        |
| 2000          | La calle de las novias         | María Sánchez                                                                                  |
| 1999          | Cuentos para solitarios        | Sofía                                                                                          |
| 1998-1999     | Azul tequila                   | Lorena de Icaza                                                                                |
| 1996          | Los hijos de nadie             | Lourdes                                                                                        |
| 1995–1997     | Mujer, casos de la vida real   |                                                                                                |
| 1995-1996     | Retrato de familia             | Malena                                                                                         |
| 1995          | María José                     | Linda                                                                                          |
| 1995          | Imperio de cristal             | Juanita                                                                                        |
| 1994          | Prisionera de amor             | Lucila                                                                                         |
| 1993          | Los parientes pobres           | Elda                                                                                           |
| 1991          | Vida robada                    |                                                                                                |

### Cinema
- Enemigos íntimos (2008)
- Lokas (2008)
- Ambiciona (2006) .... Paola
- Motel (2004) .... Leonor de la rosa
- ¿De que lado estas? (2002)
- Francisca (2002) .... Adela
- Cococobana (1996)